# 林慧蓉
林慧蓉（1987年2月28日—），台灣新聞主播，畢業於世新大學新聞系。曾任中視新聞的專任主播、專題記者。

## 學歷
- 世新大學新聞系

## 經歷
- 中視新聞醫療文字記者
- 《手牽手樂公益》獲第十屆扶輪公益新聞金輪獎佳作
- 《星星的孩子系列報導》入圍2014曾虛白先生新聞獎公共服務報導獎
- 《第49、50屆金鐘獎》入圍者訪問主持人
- 《2015海峽兩岸年度漢字揭曉》主持人
- 《2014世界盃街舞總決賽》主持人
- 中視《大陸尋奇》外景主持人
- 2016里約奧運看中視特別報導主播（2016年8月5日－2016年8月22日）

## 外部連結
- 林慧蓉的Facebook專頁